# Saint-Germain-de-la-Coudre
Saint-Germain-de-la-Coudre település Franciaországban, Orne megyében. Lakosainak száma 828 fő (2022. január 1.). Saint-Germain-de-la-Coudre La Chapelle-Souëf, Val-au-Perche, Avezé, Souvigné-sur-Même, Préval, La Chapelle-du-Bois, Bellou-le-Trichard és Igé községekkel határos.

## Népesség
A település népessége az elmúlt években az alábbi módon változott:
| Lakosok száma | 807  | 772  | 790  | 755  | 779  | 797  | 816  | 823  | 828  |
|               | 2013 | 2015 | 2016 | 2017 | 2018 | 2019 | 2020 | 2021 | 2022 |